# Mykoła Fedoruk
Mykoła Trochymowycz Fedoruk, ukr. Микола Трохимович Федорук (ur. 20 marca 1954 w m. Pisoczne, zm. 7 maja 2025) – ukraiński samorządowiec, od 1994 do 2011 prezydent Czerniowiec, poseł do Rady Najwyższej.

## Życiorys
Ukończył studia na Politechnice Lwowskiej, naukę kontynuował w Kijowskim Instytucie Politologii i Nauk Społecznych. W młodości pracował jako inżynier w fabryce Hrawiton w Czerniowcach. W 1979 rozpoczął działalność partyjną w Komsomole, gdzie sprawował stanowiska kierownicze. Był członkiem KPU i KPZR, stał na czele rady dzielnicy im. Pierwszego Maja w Czerniowcach.
W 1994 został wybrany prezydentem miasta. Reelekcję uzyskiwał w latach 1998, 2002, 2006 i 2010, ostatni raz kandydując z ramienia Jedności. Był także wiceprzewodniczącym Stowarzyszenia Miast Ukrainy. W 2011 rada miejska odwołała go z urzędu, zarzucając mu rzekome naruszenie przepisów konstytucji.
W 2012 został wybrany do parlamentu w okręgu większościowym obwodu czerniowieckiego jako bezpartyjny kandydat z ramienia Batkiwszczyny. Wstąpił do tego ugrupowania, zasiadając w jego władzach krajowych. W 2014 dołączył do Frontu Ludowego, w tym samym roku z powodzeniem ubiegał się o poselską reelekcję. W ukraińskim parlamencie zasiadał do 2019.